# Roßwein
Roßwein (pronunciación en alemán: /ˈʁɔsˌvaɪ̯n/ⓘ) es una localidad del distrito de Sajonia Central, en Sajonia (Alemania). Tiene una población estimada, a fines de 2020, de 7.410 habitantes.
La ciudad se fundó en 1293 en torno al monasterio Altzella, independizándose de él en 1544. Desde 1360 tuvo un alcalde y un consejo y construyó una muralla.
En 1868 las comunicaciones ferroviarias fueron abiertas a Leipzig y Dresde así como en 1874 a Chemnitz. Desde el siglo XIX la ciudad es una importante zona industrial con industrias metalúrgicas, fábricas de zapatos, de textil y tabaqueras.